# Индустриальная (станция скоростного трамвая, Кривой Рог)
«Индустриа́льная» (укр. Індустріальна) — станция метротрама в городе Кривой Рог. Принимает маршруты 2М
3М  4М Открыта 25 октября 1999 года.

## Описание
Построена по спецпроекту: внешними границами платформ служат стены, на которые опираются балки перекрытия. В центральной части, в зоне подземного вестибюля, конструкция усилена четырьмя парами колонн. Над балками перекрытия расположена крыша. Средняя высота станции — 10 метров, наибольшая (в центральной части) — 24 метра.
Выход в город осуществляется через подземный вестибюль на обе стороны линии. С западной стороны — выход в поле, где должен строиться микрорайон «Индустриальный». Сейчас северная граница микрорайона находится в 100 м от станции. На восточную сторону выход осуществляется через подземный переход под автодорогой «Жёлтые Воды — Никополь». Также в поле, в 150—200 метрах южнее, располагается Криворожский завод горного оборудования (бывший КЦРЗ).